# 好太王

位於中國吉林省的好太王碑

好太王（374年—412年），又称广开土大王，名高谈德，中國史書則名「安」。谥号全称为“国冈上广开土境平安好太王”，是高句丽第十九代君主，391年至412年在位。他是故国壤王之子。據《三國史記》，為朱蒙第十二世孫。據1961年出土的《好太王碑》記載，為大朱留王第十七世孫、鄒牟王第十九世孫。
在好太王在位期间，高句丽恢复了其在2世纪的东北亚强国地位，北部包括今中国东北的一部分。高句丽在朝鲜半岛的面积达到半岛面积的3/4。通过与倭的战争，高句丽将百济、新罗变为臣属，使朝鲜半岛形成了一个松散的统一局面。 
好太王的功绩被记录在好太王碑上，该碑是世界上最大的刻有碑文的石碑之一。

## 背景
好太王出生时，高句丽并不像以前那么强大。在他出生前的不久，371年，百济近肖古王就曾大胜高句丽占领平壤,當時高句丽故国原王在平壤城被包圍並且戰死。小兽林王继位后，对外采取了尽可能避免战争的策略以恢复高句丽的国力。在小兽林王之后的故国壤王基本上也采取了相同的策略，以恢复高句丽以往的强大。
百济在371年大胜高句丽后，成为东北亚强国。近肖古王与日本也保持着很好的关系。由于高句丽南面和西面都被百济包围，因此高句丽尽可能地回避与百济的冲动并发展与鲜卑和柔然的关系以遏制百济随时可能的入侵。

## 继位和与百济的战争
391年五月，故国壤王去世后，好太王继位。好太王随即封自己为“广开土大王”以显示他与百济君主的平起平坐。好太王即位后重组了高句丽的军队，并对高句丽的精锐部队和海军进行重新的训练。
同年七月，好太王亲自率50军队攻打百济拿下10座百济城堡。百济阿莘王原本打算借此机会灭掉高句丽，不过却在393年被好太王击败。394年，阿莘王再次攻高句丽但又被好太王击败。阿莘王由于多次败给好太王，百济政局开始动荡。395年，百济再次败北高句丽，高句丽兵临百济国都慰礼城下。
次年好太王亲自率海军从海上和汉江攻打慰礼城。阿莘王原以为好太王要从陆上进攻，因此对高句丽的进攻毫无防备。好太王轻易打败百济，获百济58座城堡。阿莘王请降，并将其兄弟交给好太王作人质。高句丽最终将朝鲜半岛的统治权从百济夺回。

## 对辽东半岛的控制
后燕慕容宝登基后，由于国力大不如前，册封好太王为“平州牧，辽东、带方二国王”，而辽东王和带方王的称号按照惯例是封慕容家族子侄的。好太王初期事后燕的良好态度和其在朝鲜半岛上的既得利益，使得后燕承认了其区域性的霸主地位。但是由于好太王并没有秉承一贯的事燕政策，不断的开疆辟土，使得双方关系不和。公元399年，後燕以好太王“事燕禮慢”為借口，發起進攻，慕容盛親統3萬人馬前來討伐，高句麗慘敗，連失新城、南蘇兩邑，僅此一役，慕容氏拓地700餘哩，掠得高句麗5000戶。當時，高句麗和後燕相比，後燕還占有一定的優勢。
400年，后燕再次攻打高句丽。好太王迅速反击，夺回后燕（鲜卑政权）占据的大部分土地。402年，好太王再次攻打后燕，给予后燕毁灭性打击。404年，好太王拿下整个辽东半岛。
慕容鲜卑对于高句丽的进攻并没有坐视不管。405年，后燕皇帝慕容熙渡过辽河攻打高句丽，不料被好太王击败。次年，后燕再次打高句丽，但仍败给好太王。后燕最终于409年灭亡，汉人将领冯跋、冯弘兄弟取代后燕建立起北燕。
之后好太王对鲜卑和位于今中国内蒙古的契丹发动攻势，使契丹臣服。至此高句丽控制了鲜卑的发迹之地辽东半岛。直到7世纪后期在对新罗的侵略中，被唐朝与新罗的联军所灭。

## 北方扩张
410年，好太王开始攻东扶余。东扶余不是好太王的对手，多次失败后，东扶余投降高句丽。好太王获东扶余64座城堡1400个村庄。好太王还征讨了更北的靺鞨和阿伊努部落，使其臣服。
高句丽北部疆域涉及契丹同高句丽的矛盾。据载，好太王继位的第一年（公元392年）九月，就“北伐契丹，虏男女五百口，又招谕本国陷没民口一万而归”，阻止契丹人的入侵，以保北疆的平安，好太王于永乐五年（公元395年）又亲率大军征讨碑丽，过富山，“至盐水上，破其三部落六七百营，牛马群羊，不可胜数”。碑丽应是位于今辽河西部的康平、法库、彰武一带的契丹部落，以辽河为界与高句丽的北疆相隔，考古界认为今沈阳东北蒲河上游棋盘山水库北岸的石台子山城、铁岭市东南汛河北岸的催陈堡山城、西丰县凉水碾盘河（清河支流）右岸的城子山山城等应是高句丽中晚期的山城，其修筑年代当在四世纪末好太王占有辽东前后，而这些山城主要是防备契丹等草原民族的入侵而修筑的。在高句丽的历史上，其疆域基本上没有超过辽河一线。

## 东南部的扩张
400年，位于朝鲜半岛东南的新罗由于受到百济、倭和伽倻的入侵，请求高句丽援助。同年好太王发兵5万打败了倭和伽倻。新罗和伽倻成为高句丽的臣属。401年，好太王将高句丽扣押的新罗王子实圣尼师今归还新罗以示友好。不过高句丽的军队并没有从新罗撤军，并一直对新罗控制。
好太王时期使得朝鲜半岛南部免于受到倭的入侵，而日本本土由于渡来人的增多，阿知使主意图从海上与中国大陆上的王朝建立外交关系，其前往东晋的的外交船只。被好太王派遣军舰多次在海上拦截。
好太王十九年（409年）,“秋七月，筑国东秃山等六城，移平壤民户；八月，王南巡。”今江原道安边郡境鹤城山山城即好太王所筑六城之一，好太王的南巡之地是东濊故地，即今江原道地区。

## 轶话

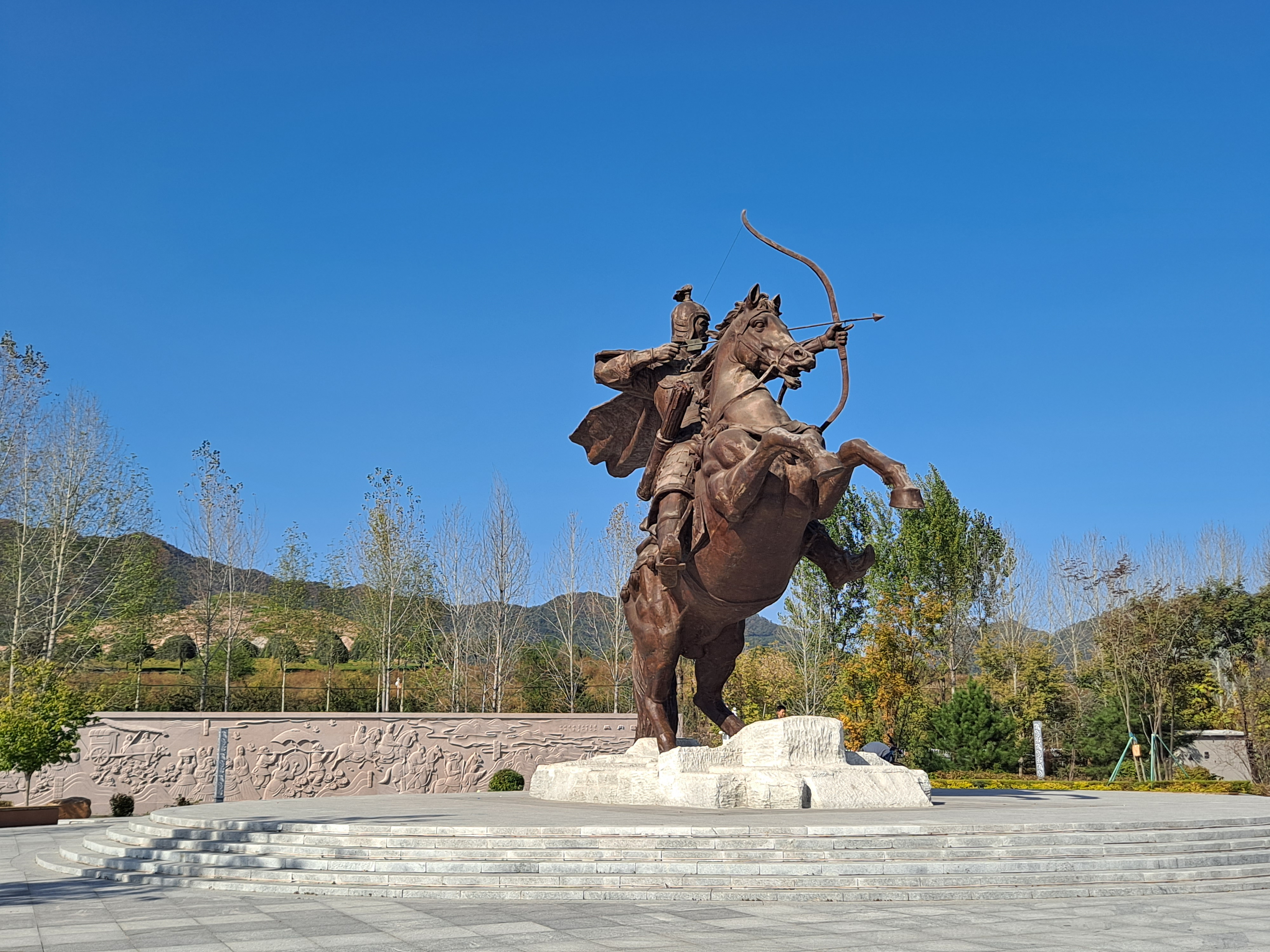
通化市集安太王镇的好太王陵以及前方的高句丽武士塑像

好太王二十二年（412年），好太王病故，年仅39岁。虽然好太王统治高句丽仅22年，但高句丽的领土在他在位期间得到迅速的扩张。好太王统治下的高句丽是东北亚史上幅员比较辽阔的国家。好太王因此被后世朝鲜半岛人视为伟大的民族英雄。好太王也是东北亚历史上第一位自封大王的君主。
跆拳道ITF的“广开”套路就是以好太王命名。其中的39个动作代表着扩张与收复。“39”取自好太王继位的391年的前两个数字。
414年，长寿王为好太王立了好太王碑以记录好太王的功绩。这为后人了解历史提供的宝贵的资料。不过，好太王碑也记录以下有关日本的事件。
- 391年，倭渡海打败百济和新罗使其臣服。
- 399年，百济和倭联合入侵新罗。新罗向高句丽求助。
- 400年，高句丽将倭从新罗和朝鲜半岛南部逐出。
- 404年，高句丽再次打败从海上入侵的倭。

其中有争议的是有关391年的事件。此记录在石碑上不是很清晰。朝鲜半岛的学者认为日本在391年不具备征服百济和新罗的能力。新罗和百济的历史文献记录也表明没有类似事件的发生。